# Арлон (окръг)
Арлон (на френски: Arlon) е окръг в Югозточна Белгия, провинция Люксембург. Площта му е 317 km², а населението – 62 202 души (по приблизителна оценка от януари 2018 г.). Административен център е град Арлон.